# Glaucina albata
Glaucina albata är en fjärilsart som beskrevs av Samuel E. Cassino och Louis W. Swett 1923. Glaucina albata ingår i släktet Glaucina och familjen mätare. Inga underarter finns listade i Catalogue of Life.